# 张熙 (清朝篆刻家)
张熙（？—？），浙江山阴（今浙江绍兴）人，是一名清朝政治人物。
张熙曾于1857年接替辛于镛任宝山县知县一职，1858年由刘希瀛接任。